# San José, Antiguo Morelos
San José är en ort i Mexiko.   Den ligger i kommunen Antiguo Morelos och delstaten Tamaulipas, i den centrala delen av landet, 300 km norr om huvudstaden Mexico City. San José ligger 287 meter över havet och antalet invånare är 255.
Terrängen runt San José är kuperad åt nordväst, men åt sydost är den platt. Runt San José är det ganska tätbefolkat, med 78 invånare per kvadratkilometer. Närmaste större samhälle är Antiguo Morelos, 14,7 km norr om San José. Omgivningarna runt San José är en mosaik av jordbruksmark och naturlig växtlighet.